# Avelona Star
Die Avelona Star (I) war ein 1927 von der Werft John Brown & Company in Clydebank, Schottland für den Transatlantikverkehr von Großbritannien nach Südamerika gebautes Fracht- und Fahrgastschiff der britischen Reederei Blue Star Line.

## Das Schiff
Sie war vierte Schiff einer Fünferserie, die die 1911 gegründete britische Blue Star Line in Auftrag gab. Die Avelona Star wurde 1927 als zweites nach ihrem Schwesterschiff Avila, auf der Werft John Brown & Company am schottischen River Clyde gebaut. Drei weitere weitgehend gleich konstruierte Schiffe kamen von der Werft Cammell, Laird & Company in Birkenhead. Es waren die Almeda (1926) mit 14.935 BRT, die Andalucia (1927) mit 14.934 BRT, und die Arandora (1927) mit 14.694 BRT. Das Schiffsquintett war beim Bau in weiten Teilen identisch und wurde allgemein The Luxury Five (zu Deutsch: „Die luxuriösen fünf“) genannt. In späteren Jahren wurden die fünf Schiffe auf verschiedene Weise umgebaut.
Sie wurde von zwei Sätzen von Parsons-Dampfturbinen angetrieben, welche über einfache Getriebesätze mit 120 Umdrehungen in der Minute auf Doppelschrauben wirkten. Der nötige Dampf wurde in drei Doppelender- und zwei Einender-Dampfkesseln erzeugt. Die Laderäume mit sechs Ladeluken und einem Fassungsvermögen von 12.000 m³ waren vollständig zum Transport von Kühlladung isoliert und wurden mit insgesamt 27 Ladebäumen beladen und gelöscht.
Den 162 Passagieren der Avila Star standen, neben dem Speisesaal und dem Rauchsalon, unter anderem noch zwei Promenadendecks, ein Musiksalon und ein Verandacafé zur Verfügung. Alle Gesellschaftsräume hatten eine Höhe von 3,50 Metern. Das Schiff lief am 6. Dezember 1926 unter dem Namen Avelona vom Stapel und begann im Mai 1927 ihren Liniendienst nach Südamerika und retour. Im Mai 1929 wurde der Dampfer in Avelona Star umbenannt. 1931 baute man das Schiff aufgrund der Überkapazität an Passagierplätzen infolge der Weltwirtschaftskrise in Greenock zu einem reinen Frachtschiff um, wobei sowohl zwei Aufbaudecks als auch der funktionslose hintere Schornstein entfernt wurden. Der entfernte Schornstein wurde 1934 auf dem Schiff Celtic Star eingebaut.

## Versenkung
Am 16. Juni 1940 lief die Avelona Star in Freetown, Sierra Leone unter dem Kommando von Kapitän George Hopper zur Überfahrt nach Großbritannien aus; an Bord waren 85 Besatzungsmitglieder. Die Ladung bestand aus 5.630 Tonnen gefrorenem Fleisch und 1.000 Tonnen Apfelsinen.
Am 30. Juni 1940 wurde das unbewaffnete Schiff, das in der Nähe des Konvois SL-38 fuhr, etwa 220 Seemeilen nordwestlich von Kap Finisterre auf der Position 46° 35′ 24″ N, 12° 10′ 12″ W von dem deutschen U-Boot U 43 unter dem Kommando von Kapitänleutnant Wilhelm Ambrosius torpediert. Dabei kam ein Besatzungsmitglied ums Leben. Die Überlebenden wurden vom französischen Schiff Beignon aufgenommen, welches dadurch Anschluss an seinen Konvoi verlor und am 1. Juli vom deutschen U-Boot U 30 ebenfalls versenkt wurde, wobei weitere drei Besatzungsmitglieder der Avelona Star starben. Die Avelona Star ihrerseits sank am 1. Juli auf der Position 46° 35′ 24″ N, 11° 23′ 24″ W. Alle Überlebenden wurden von den Zerstörern HMS Vesper (D55) und HMS Windsor (D42) geborgen und später in Plymouth an Land gesetzt.